# Jardin botanique de l'université Jagellonne
Le Jardin botanique de l'université jagellonne (en polonais : Ogród Botaniczny Uniwersytetu Jagiellońskiego) a été fondé en 1783 à Cracovie. Il est situé dans le centre historique de la ville et occupe une superficie de 9,6 hectares. Ce jardin botanique longe l'université Jagellonne  et est classé comme lieu historique.